# Lucciana
Lucciana é uma comuna francesa na região administrativa de Córsega, no departamento da Alta Córsega. Estende-se por uma área de 29,16 km². 